# Tanner Kero
Tanner Kero (né le 24 juillet 1992 à Hancock dans l'État du Michigan aux États-Unis) est un joueur professionnel américain de hockey sur glace. Il évolue au poste de centre.

## Biographie
Il a joué quatre saisons avec les Huskies de l'Université technologique du Michigan. Sa dernière saison chez les universitaires, en 2014-2015, est couronnée de succès grâce à une récolte de 46 points, dont 20 buts, en 41 parties et plusieurs distinctions, tels que des présences aux équipes d'étoiles et une nomination au trophée Hobey-Baker, remis au meilleur joueur de hockey sur glace dans la NCAA.
Après avoir terminé ses études, il signe un contrat de deux saisons avec les Blackhawks de Chicago. Il fait ses débuts professionnels dans la Ligue américaine de hockey avec les IceHogs de Rockford, qui sont affiliés aux Blackhawks. La saison suivante, il fait ses débuts dans la LNH avec les Blackhawks, jouant 17 parties et récoltant trois points, dont un but.
Le 24 juin 2018, il est échangé aux Canucks de Vancouver en retour de Michael Chaput.

## Statistiques
| Saison     | Équipe                | Ligue      |     | Saison régulière | Saison régulière | Saison régulière | Saison régulière | Saison régulière |   | Séries éliminatoires | Séries éliminatoires | Séries éliminatoires | Séries éliminatoires | Séries éliminatoires |
| Saison     | Équipe                | Ligue      | PJ  | B                | A                | Pts              | Pun              | PJ               | B | A                    | Pts                  | Pun                  |                      |                      |
| 2009-2010  | Rangers de Marquette  | NAHL       | 57  | 32               | 19               | 51               | 39               | -                | - | -                    | -                    | -                    |                      |                      |
| 2010-2011  | Force de Fargo        | USHL       | 55  | 14               | 23               | 37               | 22               | 5                | 1 | 0                    | 1                    | 2                    |                      |                      |
| 2011-2012  | Michigan Tech         | WCHA       | 39  | 9                | 7                | 16               | 14               | -                | - | -                    | -                    | -                    |                      |                      |
| 2012-2013  | Michigan Tech         | WCHA       | 33  | 11               | 13               | 24               | 27               | -                | - | -                    | -                    | -                    |                      |                      |
| 2013-2014  | Michigan Tech         | WCHA       | 40  | 15               | 10               | 25               | 16               | -                | - | -                    | -                    | -                    |                      |                      |
| 2014-2015  | Michigan Tech         | WCHA       | 41  | 20               | 26               | 46               | 10               | -                | - | -                    | -                    | -                    |                      |                      |
| 2014-2015  | IceHogs de Rockford   | LAH        | 6   | 5                | 0                | 5                | 0                | 6                | 2 | 1                    | 3                    | 0                    |                      |                      |
| 2015-2016  | IceHogs de Rockford   | LAH        | 60  | 20               | 19               | 39               | 23               | 3                | 0 | 2                    | 2                    | 0                    |                      |                      |
| 2015-2016  | Blackhawks de Chicago | LNH        | 17  | 1                | 2                | 3                | 2                | -                | - | -                    | -                    | -                    |                      |                      |
| 2016-2017  | IceHogs de Rockford   | LAH        | 28  | 7                | 13               | 20               | 14               | -                | - | -                    | -                    | -                    |                      |                      |
| 2016-2017  | Blackhawks de Chicago | LNH        | 47  | 6                | 10               | 16               | 8                | 4                | 0 | 0                    | 0                    | 0                    |                      |                      |
| 2017-2018  | Blackhawks de Chicago | LNH        | 8   | 1                | 2                | 3                | 0                | -                | - | -                    | -                    | -                    |                      |                      |
| 2017-2018  | IceHogs de Rockford   | LAH        | 36  | 8                | 12               | 20               | 8                | 12               | 0 | 3                    | 3                    | 8                    |                      |                      |
| 2018-2019  | Comets d'Utica        | LAH        | 67  | 24               | 33               | 57               | 37               | -                | - | -                    | -                    | -                    |                      |                      |
| 2019-2020  | Stars du Texas        | LAH        | 49  | 8                | 25               | 33               | 20               | -                | - | -                    | -                    | -                    |                      |                      |
| 2020-2021  | Stars de Dallas       | LNH        | 39  | 3                | 7                | 10               | 6                | -                | - | -                    | -                    | -                    |                      |                      |
| 2021-2022  | Stars de Dallas       | LNH        | 23  | 0                | 3                | 3                | 0                | -                | - | -                    | -                    | -                    |                      |                      |
| 2021-2022  | Stars du Texas        | LAH        | 28  | 5                | 12               | 17               | 10               | 2                | 0 | 0                    | 0                    | 0                    |                      |                      |
| 2022-2023  | Stars du Texas        | LAH        | 69  | 17               | 33               | 50               | 40               | 8                | 1 | 4                    | 5                    | 0                    |                      |                      |
| Totaux LNH | Totaux LNH            | Totaux LNH | 134 | 11               | 24               | 35               | 16               | 4                | 0 | 0                    | 0                    | 0                    |                      |                      |

## Trophées et honneurs personnels
- 2009-2010 :
  - nommé dans l'équipe des recrues de la NAHL
  - nommé recrue de l'année dans la NAHL
- 2010-2011 : participe au Match des étoiles de l'USHL
- 2014-2015 :
  - nommé dans la première équipe d'étoiles de la WCHA
  - nommé dans la première équipe d'étoiles de la région Ouest de la NCAA
  - nommé parmi les finalistes pour le trophée Hobey-Baker du meilleur joueur de hockey de la NCAA
  - nommé meilleur étudiant-athlète de la WCHA
  - nommé joueur de l'année de la WCHA